# Visjneva
Visjneva (Wit-Russisch: Ві́шнева; Pools: Wiszniewo) is een dorp in de oblast Minsk in Wit-Rusland.
In 2008 telde Visjneva 461 inwoners. In 1907 had Visjneva 2650 inwoners, waarvan 1863 Joden.
Tijdens het interbellum behoorde Visjneva tot de Tweede Poolse Republiek. In de Tweede Wereldoorlog werden op 30 augustus 1942 1100 Joden door de SS vermoord. Na de oorlog was de Joodse gemeenschap uit Visjneva verdwenen.

## Geboren in Visjneva
- Mieczysław Karłowicz (1876–1909), Pools componist
- Shimon Peres (1923-2016), president (2007-2014), premier van Israël (1977,1984-1986,1995-1996) en Nobelprijswinnaar (1994)
- Nahum Goldmann (1895–1982), voorzitter van het World Jewish Congress